# رومولو نورونها
رومولو نورونها (بالبرتغالية: Rômulo Noronha‏) هو لاعب كرة قدم برازيلي في مركز الوسط، ولد في 4 فبراير 1987 في كاكسياس دو سول في البرازيل. لعب مع أتلتيكو غويانيينسي ونادي أيه بي سي ونادي بارانا ونادي فلامنغو ونادي فيغورينسي.

## وصلات خارجية
- رومولو نورونها على موقع قاعدة بيانات كرة القدم.إي يو (الإنجليزية)
- رومولو نورونها على موقع Soccerway.com (الإنجليزية)